# Óscar Espinosa Chepe
Óscar Manuel Espinosa Chepe (* 29. November 1940 in Cienfuegos, Kuba; † 23. September 2013 in Cercedilla, Spanien) war ein kubanischer Ökonom, Diplomat und Dissident. Er war seit 1961 leitender Mitarbeiter in verschiedenen kubanischen Regierungsbehörden und ab den 1990er Jahren international bekannter Castro-Kritiker. Als Mitglied der Gruppe der 75 wurde er 2003 im Rahmen des Schwarzen Frühlings zu 20 Jahren Gefängnis verurteilt. Amnesty International erkannte ihn und seine Mitstreiter als „gewaltfreie Gewissensgefangene“ an.

## Leben und Wirken

### Jugend und erste politische Betätigung
Óscar Espinosa Chepe wuchs als Sohn von Óscar Espinosa Prado und Clara Chepe Núñez in kleinbürgerlichen Verhältnissen in der südkubanischen Hafenstadt Cienfuegos auf. Die Eltern arbeiteten zunächst in der Belieferung von Apotheken und waren später Teilhaber einer Drogerie. Der Vater war Kommunist, der für seine Beteiligung am Kampf gegen Diktator Gerardo Machado im Gefängnis gesessen hatte, und die Mutter war fromme Katholikin; nachdem der Vater später aus Ablehnung des von Castro errichteten Systems Kuba verlassen und sich in New York niedergelassen hatte, wandelte allerdings auch er sich für den Rest seines Lebens zum frommen Katholiken. Als Jugendlicher schloss sich Chepe in der Zeit der Diktatur Fulgencio Batistas der Juventud Socialista an, dem Jugendverband der Kommunistischen Partei und nahm an zahlreichen Widerstandsaktionen teil. Nach einer Sabotageaktion in Cienfuegos, an der er allerdings nicht beteiligt war, wurde er 1957 festgenommen und angeklagt. Nachdem ihn der spätere Staatspräsident Osvaldo Dorticós im Prozess verteidigte, wurde er freigesprochen, musste seine Heimatstadt allerdings angesichts der Drohungen des Polizeichefs verlassen, worauf er nach Havanna auswich. Er setzte seine politischen Aktivitäten fort und wurde deshalb Anfang 1958 der methodistischen Oberschule verwiesen, auf die er gewechselt war. Zu dieser Zeit und für den Rest des Revolutionskampfes gehörte er einer Studentenbewegung an, die das parallel zu Castros „Bewegung des 26. Juli“ gegen Batista kämpfende „Directorio Revolucionario 13 de Marzo“ unterstützte. Wie die Mehrheit der Kubaner erlebte er den am 1. Januar 1959 erfolgten Sturz Batistas als Moment der Befreiung. Er kehrte nach Cienfuegos und zur Juventud Socialista zurück und wurde zunächst Vorsitzender in der Stadt und anschließend Mitglied des Vorstands seiner Heimatprovinz Las Villas. In der Folge kam es zu einer schrittweisen Konsolidierung der Herrschaft der Kommunisten unter der Führung Fidel Castros, zu der der Zusammenschluss der verschiedenen, noch zugelassenen politischen Jugendorganisationen zum Verband der Jungen Rebellen (Asociación de Jóvenes Rebeldes, AJR) gehörte, dem Vorläufer der bis heute bestehenden Unión de Jóvenes Comunistas (UJC). Nach Abschluss seines Studiums der Wirtschaftswissenschaften an der Universität Havanna 1961 stieg Chepe in den nationalen Vorstand der AJR auf, wurde jedoch nie Mitglied der Kommunistischen Partei.

### Wirtschaftswissenschaftler im Staatsdienst
Ab 1961 arbeitete er in verschiedenen Regierungseinrichtungen: Von 1961 bis 1963 war er Abteilungsleiter im mächtigen INRA, dem Nationalen Institut für die Landreform, anschließend bis 1965 Abteilungsleiter im zentralen Planungsstab JUCEPLAN. Anschließend arbeitete er als wirtschaftlicher Berater zum Thema Viehzucht im Büro des Regierungschefs Castro. Nachdem er Kritik an wirtschaftspolitischen Regierungsentscheidungen geübt hatte, wurde er 1968 mit einer 20-monatigen Unterbringung in einem ländlichen Arbeitslager bestraft. Dort wurde er zum Einsammeln von Fledermausguano in Höhlen eingesetzt. Nach Absolvierung dieser Umerziehungsmaßnahme im Sinne der Revolutionsführung wurde er wieder in den Regierungsdienst zugelassen und wirkte von 1970 bis 1984 im staatlichen Komitee für wirtschaftliche Zusammenarbeit, wo er als Abteilungsleiter für die wirtschaftlichen und wissenschaftlich-technischen Beziehungen zu Ungarn, der Tschechoslowakei und Jugoslawien verantwortlich war. Von 1984 bis 1987 war er als Wirtschaftsreferent an der kubanischen Botschaft in Belgrad tätig. Nach einem Heimaturlaub verwehrte ihm seine Regierung 1987 die Rückkehr nach Jugoslawien, nachdem er sich positiv zur damaligen Reformpolitik von Glasnost und Perestroika in der Sowjetunion unter Michail Gorbatschow geäußert hatte. Chepe verteidigte viele der von der kubanischen Führung abgelehnten Initiativen und befürwortete eine entschiedene wirtschaftliche Öffnung, um die „Errungenschaften“ der Revolution bewahren zu können. Nach seinem Ausschluss aus dem Auswärtigen Dienst wurde er zur kubanischen Nationalbank versetzt, wo er für Binnenhandelsfragen zuständig war. Als die kubanische Wirtschaft im Zuge der Einstellung der sowjetischen Milliardensubventionen und des Zusammenbruchs des Kommunismus in Osteuropa mit der Ausrufung der „Sonderperiode in Friedenszeiten“ in ihre größte Krise geriet, wurde Chepe 1992 auf Betreiben eines Arbeitskollegen in einem bankinternen politischen Verfahren als „konterrevolutionäres Subjekt“ angeklagt und schließlich entlassen. Gleichzeitig wurde auch seine Ehefrau, Miriam Leiva, wegen „mangelnden ideologischen Vertrauens“ aus dem diplomatischen Dienst ausgeschlossen, da sie es ablehnte, sich von Chepe zu distanzieren. Anschließend durfte er in einer Sparkassenfiliale arbeiten, bevor er 1996 auch aus dieser Beschäftigung entlassen wurde.

### Betätigung als regierungskritischer Journalist
Als nun arbeitsloser Wirtschaftswissenschaftler begann er gemeinsam mit seiner Frau, sich am entstehenden Phänomen des regierungsunabhängigen kritischen Journalismus zu beteiligen. Er verfasste vor allem wirtschaftspolitische Analysen, die er beispielsweise über die in Miami koordinierte Nachrichtenagentur Cubanet und die in Madrid redigierte Publikation Encuentro veröffentlichte, deren Meldungen insbesondere im Exil lebende Kubaner erreichten. Fünf Jahre lang (bis zu seiner Verhaftung 2003) hatte er bei Radio Martí, dem von den USA für das kubanische Publikum betriebenen Sender, seine eigene wöchentliche Kolumne mit dem Titel Charlando con Chepe (Plaudern mit Chepe) in der Sendung Las Noticias como son. Auch europäische Medien zitierten seine Analysen, die sich immer auf offizielles, von kubanischen Behörden veröffentlichtes Zahlenmaterial stützten. Seine fachliche Kompetenz und seine im Vergleich zu anderen Regierungskritikern gemäßigten Positionen ließen ihn zu einem der prominentesten Vertreter der weiterhin auf der Insel lebenden Dissidenten werden. Dabei schloss er sich keinerlei Gruppierung an, sondern blieb stets unabhängig. Neben der Ausarbeitung eigener wirtschaftspolitischer Analysen und Vorschläge unterstützte Chepe das Proyecto Varela – die in Form einer Unterschriftensammlung von Oswaldo Payás Movimiento Cristiano Liberación (MCL; Christliche Befreiungsbewegung) 1998 gestartete Initiative zu Gesetzesreformen ebenso wie 1999 das Gründungsmanifest des breiten Oppositionsbündnisses Todos Unidos, das vor allem freie Wahlen forderte, die Unterscheidung zwischen innerhalb und außerhalb Kubas lebenden Kubanern ablehnte und sich gegen äußere Einmischung wandte. In der Folge beteiligte er sich im Rahmen dieses Bündnisses an der Formulierung konkreter Vorschläge für wirtschaftspolitische Maßnahmen zur Überwindung der Krise in Kuba. Als 2002 und 2003 eine Gruppe US-amerikanischer Kongressmitglieder zu Sondierungsgesprächen über eine Verbesserung der Beziehungen zwischen Kuba und den Vereinigten Staaten nach Havanna reiste, gehörte Chepe zu den Vertretern der kubanischen Opposition, mit denen sich die US-Parlamentarier neben ihren Gesprächen mit Regierungsvertretern austauschten. Das letzte Treffen dieser Art fand am 8. März 2003 mit acht Mitgliedern des US-Repräsentantenhauses und sieben Vertretern der kubanischen Opposition statt.

### Verfolgung durch die kubanische Regierung ab 2003

#### Verhaftung und Verurteilung zu 20 Jahren Freiheitsstrafe
Nach einer ausführlichen Wohnungsdurchsuchung am 19. März 2003 wurde Chepe am folgenden Tag verhaftet. Gleichzeitig mit ihm wurden Dutzende weiterer regierungskritischer Journalisten, unabhängiger Bibliothekare und Menschenrechtsaktivisten festgenommen. Im Rahmen dieser als La Primavera Negra (dt. Schwarzer Frühling) in die kubanische Geschichte eingegangenen Verhaftungswelle wurde Espinosa Chepe am 3. April 2003 in einem Schnellverfahren zu 20 Jahren Freiheitsstrafe verurteilt – ähnlich wie innerhalb weniger Tage 74 weitere Dissidenten. Ihm wurden Straftaten „gegen die Unabhängigkeit und territoriale Integrität Kubas“ (nach Paragraph 91 des kubanischen Strafgesetzbuchs) und Verstöße gegen das Gesetz 88 von 1999 „zum Schutz der nationalen Unabhängigkeit und Wirtschaft“ zur Last gelegt. Das Gericht folgte der Darstellung der Staatsanwaltschaft, Chepe habe den Vereinigten Staaten Informationen geliefert, um damit die gegen Kuba gerichteten Ziele des Helms-Burton-Gesetzes zu verfolgen. Außerdem habe seine teilweise bezahlte Zusammenarbeit mit ausländischen Medien den Tatbestand der Störung der öffentlichen Ordnung erfüllt.
Der kubanische Außenminister Felipe Pérez Roque bezog sich in einer Rechtfertigung für das Vorgehen der kubanischen Behörden ausdrücklich auf den Fall Chepe, der von verschiedenen internationalen Organisationen für seine Arbeit größere Summen Bargeld erhalten habe, das ursprünglich von der US-Regierung stamme. Vertreter der US-Regierung und der von ihr finanziell unterstützten Online-Publikation Cubanet, für die Espinosa regelmäßig schrieb, wiesen die Darstellung zurück. Espinosa Chepe bestritt die Vorwürfe. Das von ihm angestrengte Wiederaufnahmeverfahren endete im Juni 2003 ebenso mit der Bestätigung der Haftstrafe wie die parallel durchgeführten Revisionen der übrigen Verurteilten. Von der kubanischen Regierung und den von ihr kontrollierten Medien wurden die Dissidenten der Gruppe der 75 regelmäßig pauschal als „Söldner“ verunglimpft. Die Menschenrechtsorganisation Amnesty International erklärte Chepe und die anderen im Rahmen des Schwarzen Frühlings verhafteten Dissidenten zu „gewaltlosen politischen Gefangenen“. Auch andere internationale Organisationen setzten sich für seine Freilassung ein, darunter Human Rights First, Human Rights Watch, Reporter ohne Grenzen und der internationale wissenschaftliche Verband zur Erforschung der kubanischen Wirtschaft (Association for the Study of the Cuban Economy/ASCE). Im April 2004 wurden die Repressionsmaßnahmen des Frühjahrs 2003 von der Menschenrechtskommission der Vereinten Nationen verurteilt, später auch von der Interamerikanischen Kommission für Menschenrechte der Organisation Amerikanischer Staaten.
Bereits vor seiner Festnahme hatte Chepe gesundheitliche Probleme, aufgrund schlechter Haftbedingungen verschlimmerte sich sein Leberleiden nach Angaben seiner Familie, die für seine Freilassung stritt. Miriam Leiva, seine Ehefrau, gehörte zu den Gründerinnen und bis zu ihrem Ausscheiden 2008 zu den Führungspersonen der Damen in Weiß (Movimiento Las Damas de Blanco “Laura Pollán”), die sich aus weiblichen Familienangehörigen der „Gruppe der 75“ bildeten und durch öffentliche Demonstrationen und internationale Aufrufe für deren Freiheit kämpften. Um Leivas international beachtete Hinweise auf den Gesundheitszustand ihres Mannes zu widerlegen, griff die kubanische Regierung im März 2004 zu dem äußerst ungewöhnlichen Mittel, den Chepe im Gefängnis behandelnden Arzt auf einer von Außenminister Pérez Roque geleiteten Pressekonferenz auftreten zu lassen: Sein Patient werde optimal versorgt, erfreue sich guter Gesundheit und leide im Gegensatz zu den Aussagen seiner Angehörigen nicht an einer Leberzirrhose, berichtete der Arzt. Eine unabhängige Untersuchung durch Vertreter des Internationalen Roten Kreuzes wurde jedoch nicht gestattet.

#### Entlassung und Fortsetzung der Oppositionstätigkeit
Acht Monate später änderte die Regierung jedoch ihre Bewertung von Chepes Zustand: Nach 20 Monaten Haft, an seinem 64. Geburtstag im November 2004, wurde Chepe mit der Begründung seiner angeschlagenen Gesundheit und auf Widerruf eine besondere Form der Haftverschonung gewährt (licencia extrapenal). Zwischen Juni und Dezember 2004 konnten außer Chepe noch 13 weitere politische Häftlinge der „Gruppe der 75“ aufgrund gesundheitlicher Probleme die Gefängnisse verlassen, darunter mit Martha Beatriz Roque und Raúl Rivero die neben Chepe international prominentesten. Im Gegensatz zur großen Mehrheit der gemeinsam mit ihm verhafteten politischen Gefangenen entschied sich Chepe nach der Entlassung gegen die ihm von der Regierung nahegelegte Ausreise ins Exil, selbst gegen den Rat seiner Frau und seiner Mutter. Zu den mit der Außerkraftsetzung der Gefängnisstrafe verbundenen Auflagen gehörte die regelmäßige politische Kontrolle seiner „sozialen Einstellung“ durch die lokalen Vertreter der verschiedenen, von der Kommunistischen Partei kontrollierten Massenorganisationen.
Trotz der bestehenden Bedrohung, dass seine Haftverschonung jederzeit widerrufen werden konnte, setzte Chepe seine journalistische, wirtschaftswissenschaftliche und politische Betätigung in ähnlicher Weise wie vor seiner Inhaftierung fort. Er wurde sowohl von internationalen Journalisten als auch von Diplomaten häufig nach seiner Meinung gefragt. Auch der Amtszeit von Raúl Castro widmete er zahlreiche Artikel sowie seinen 2011 veröffentlichten Band Cambios en Cuba: Pocos, Limitados y Tardíos (dt.: „Veränderungen in Kuba: Gering, begrenzt, verspätet“). Seiner Meinung nach waren die von Raúl eingeleiteten marktwirtschaftlichen Reformen unzureichend. Chepe kritisierte jedoch zeit seines Lebens auch die US-amerikanische Politik gegenüber Kuba, vor allem das Wirtschaftsembargo, für dessen Aufhebung er sich einsetzte. Der letzte von Chepe veröffentlichte Text war ein gemeinsam mit seiner Frau unterzeichneter Aufruf an die US-Regierung, die von konservativen Republikanern geforderten Einschränkungen von bisher genehmigten Geldüberweisungen und Reisen nach Kuba auf keinen Fall zuzulassen, da die Auswirkungen den formulierten Zielen widersprechen würden.

### Ausreise und Tod in Spanien
Óscar Espinosa Chepe starb im September 2013 auf der Palliativstation eines Krankenhauses in Cercedilla nahe Madrid an akuten Komplikationen einer chronischen Leberzirrhose, die erstmals 2000 bei ihm diagnostiziert worden war. Seit Mitte 2012 hatte sich sein Zustand verschlechtert und mehrere stationären Behandlungen in Havanna erfordert. Im März 2013 hatte Chepe von den kubanischen Behörden auf Vermittlung des Kardinals Jaime Ortega und der spanischen Regierung zum ersten Mal seit seiner Verurteilung 2003 die Genehmigung erhalten, das Land zum Zweck der medizinischen Behandlung vorübergehend (mit Rückkehrberechtigung) zu verlassen.

## Veröffentlichungen
- 2003: Crónica de un desastre. Hispano-Cubana, Madrid (spanisch)
- 2007: Cuba: Revolución o Involución. Aduana Vieja, Valencia (spanisch)
- 2011: Cambios en Cuba: Pocos, Limitados y Tardíos. (PDF, 106 S.; 750 kB), Havanna (spanisch)